# Miri Regev
Miriam "Miri" Regev (en hebreo: מרים "מירי" רגב‎; nacida "Miriam Siboni"; Kiryat Gat, 26 de mayo de 1965) es una política y exgeneral  de brigada israelí. Es diputada de la Knéset por Likud y actual Ministra de Cultura y Deportes. Regev es conocida por una serie de declaraciones polémicas y proyectos de ley que han llegado a titulares internacionales.

## Biografía
Nació en el seno de una familia de sefardíes marroquíes. En 1983 se unió a la Gadná, donde se convirtió en comandante de patrulla, puesto que ocupó hasta 1986. Tiene un máster en negocios y un grado en educación informal. Fue nombrada portavoz del Tsahal en 2005. Está casada y tiene tres hijos.

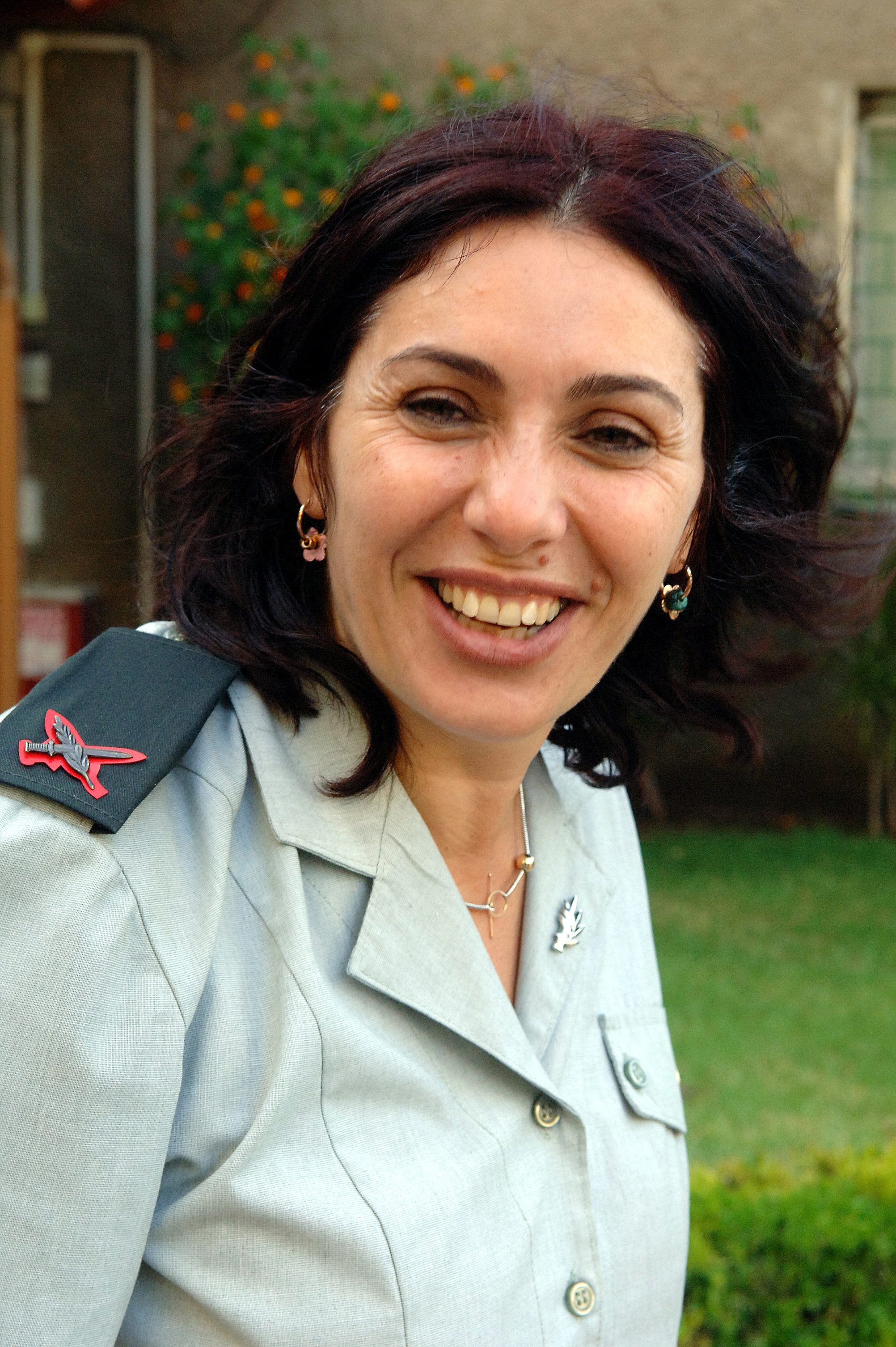
Regev como portavoz de las FDI, 2005

En noviembre de 2008 se unió al partido de derechas Likud diciendo que había sido partidaria de la plataforma desde hacía años. Entró en la Knéset como número 27 de este partido que fue reelegido en las elecciones de 2009.